# Jean Laplanche
Pour les articles homonymes, voir Laplanche.
Jean Laplanche, né le 21 juin 1924 à Paris et mort le 6 mai 2012 à Beaune, philosophe de formation, est un psychanalyste français.
À la suite du « retour à Freud » de Jacques Lacan, dans les années 1950, les travaux de Jean Laplanche commencent par une confrontation avec le Lacan « structuraliste » de la « Métaphore du Nom-du-Père » et de « l'inconscient structuré comme un langage », vis-à-vis duquel Laplanche adopte une position critique dès 1960, au colloque de Bonneval sur « L'inconscient ».
Dans l'histoire de la psychanalyse, l'apport théorique principal de cet auteur consiste dans la théorie de la séduction généralisée (Nouveaux fondements pour la psychanalyse, 1987).
Le Vocabulaire de la psychanalyse, édité en 1967 par Jean Laplanche et J.-B. Pontalis, reste l'un des principaux ouvrages de référence en psychanalyse.
Jean Laplanche s'est consacré à l'enseignement de la psychanalyse à l'université, en l'amenant, en tant que professeur à l'université Paris-Diderot, au niveau de la recherche. Ses cours sont rassemblés dans les sept ouvrages des Problématiques.
Outre ses activités éditoriales aux Presses universitaires de France et son engagement dans l'institution psychanalytique française et internationale, Jean Laplanche fut le traducteur au long cours de nombreux textes de Freud, ainsi que le directeur scientifique de la traduction française des Œuvres complètes de Freud / Psychanalyse (OCF.P) aux PUF.

## Biographie
Jean Laplanche, né le 21 juin 1924, est d'ascendance vigneronne (la Bourgogne du côté paternel, et la Champagne du côté maternel).

### Études

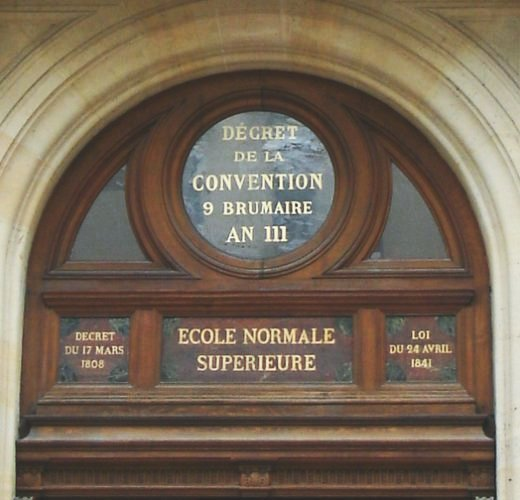
ENS Ulm, Paris.

Après ses études primaires et secondaires accomplies au collège Monge à Beaune (Côte-d'Or) et une formation scientifique, il s'oriente vers la philosophie et prépare son admission à l'École normale supérieure au lycée Henri-IV à Paris. Jean-Bertrand Pontalis témoigne : « J’ai connu Jean Laplanche en 1941. À cette époque, le jeune Laplanche venait de finir ses études au lycée de Beaune et se lançait à la conquête de Normale Sup », confie-t-il. « Je me souviens qu’il n’avait pas étudié le grec pendant le secondaire. Il a rattrapé le niveau en à peine trois mois ».
Admis à l'ENS en 1944-1945, il y suit les cours de Jean Hyppolite, Gaston Bachelard ou encore Maurice Merleau-Ponty. Pendant l'année 1946-1947, il étudie à l'université Harvard et rencontre Rudolph Loewenstein. En 1950, il obtient l'agrégation de philosophie et se marie avec Nadine Guillot. Il est docteur d'État ès lettres et sciences humaines en 1970.

### Premiers engagements

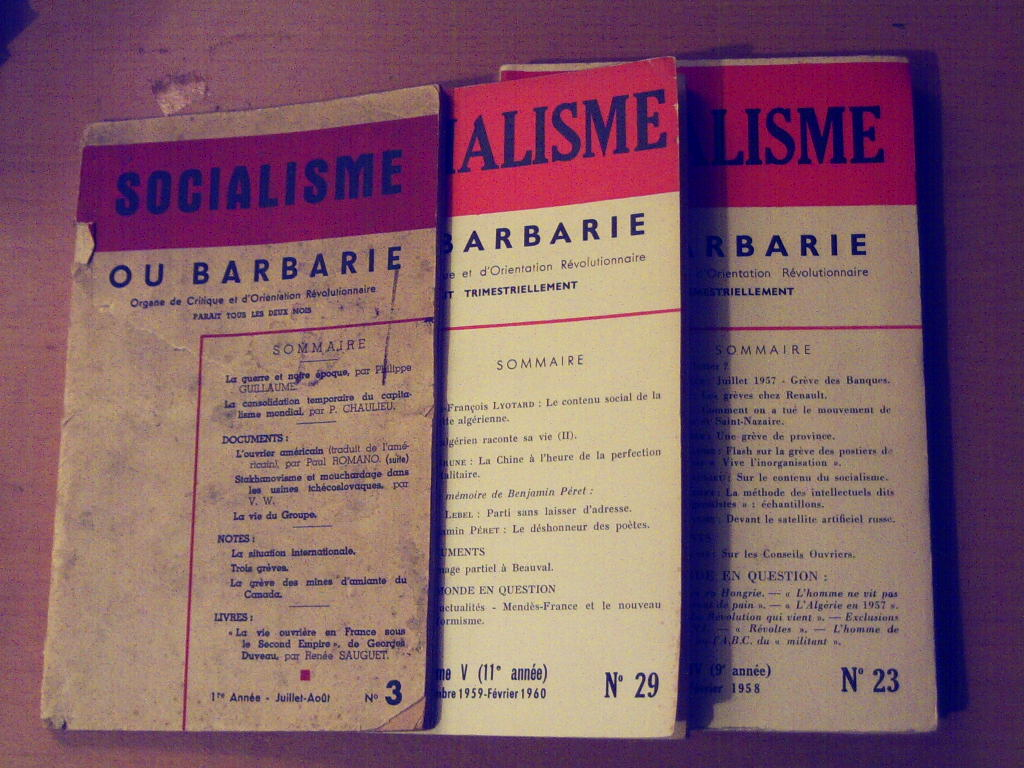
Numéros de la revue Socialisme ou barbarie.

Engagé dès l'adolescence dans l'Action catholique, il participe activement à la Résistance, à Paris et en Bourgogne (1943-1944).
Depuis la Libération, il est actif dans le mouvement d'extrême-gauche antistalinien. Il est l'un des fondateurs, avec Cornelius Castoriadis et Claude Lefort, du groupe et de la revue Socialisme ou barbarie (1948).

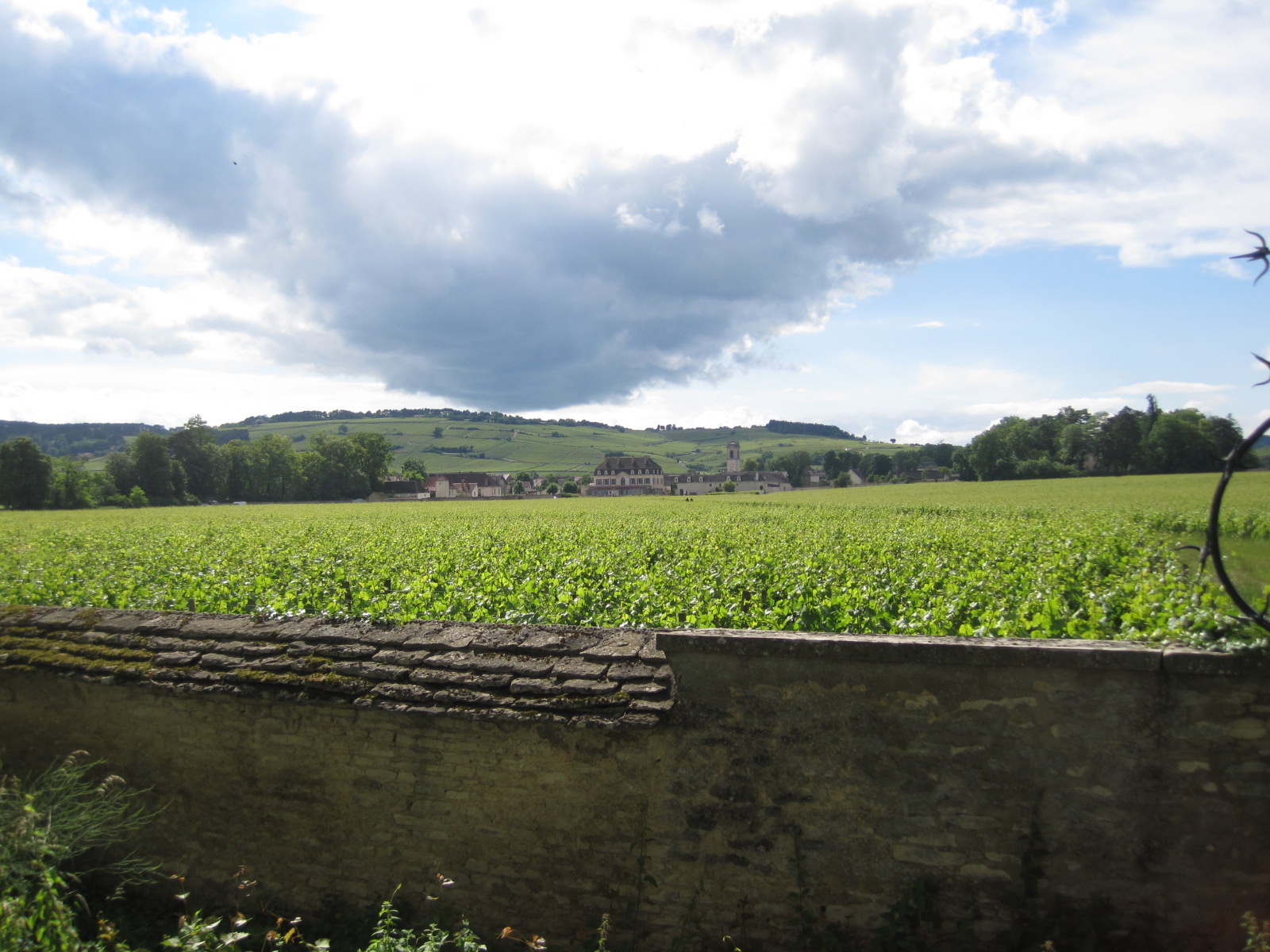
Château de Pommard et clos château de Pommard.

### Viticulture
En 1966, il prend la direction avec sa femme Nadine du domaine familial du château de Pommard. Jusqu'en 2003, année où il cède le domaine, il exploite ses vingt hectares de vignes, vinifiant lui-même son vin. Il partage alors son existence entre la Bourgogne et Paris, passant régulièrement une partie de l'été en Grèce à Samos.
En 2000, il apparaît dans le film Les glaneurs et la glaneuse d'Agnès Varda. Celle-ci l'a rencontré pour l'interroger sur la question du glanage. En 2002, elle retourne le voir et approfondit l'entretien pour son film Les glaneurs et la glaneuse... deux ans après.

### Psychanalyse

#### Formation du psychanalyste
Il a commencé en 1947 une cure psychanalytique avec Jacques Lacan. Sur le conseil de ce dernier, il entreprend alors une formation médicale comme préalable à la formation analytique. Il est interne des Hôpitaux psychiatriques et soutient sa thèse de médecine en 1959, thèse qui sera publiée en 1961 sous le titre : Hölderlin et la question du père.

#### Années 1960
À l'automne 1960 a lieu le colloque de Bonneval où il présente avec Serge Leclaire le rapport : L'inconscient, une étude psychanalytique.
En 1961, écrit Alain de Mijolla dans La France et Freud : 1954 - 1964 (2012), « Jean Laplanche fait paraître aux Presses universitaires de France une étude qui va longtemps servir d’exemple de psychanalyse appliquée. Sous le titre de Hölderlin et la question du père, c’est une présentation de sa thèse de médecine, soutenue en 1959. Elle constitue une étude sur la psychose, inspirée par les théories de Jacques Lacan et, autour de la « forclusion du Nom-du-père », évoque une pathologie de l’absence qui fait défaut chez la mère à propos du père et du fils dont le souvenir est également effacé »
À partir de 1962, Laplanche enseigne à la Sorbonne à l'invitation de Daniel Lagache.
Il rompt bientôt avec Lacan et devient en 1964 l'un des membres fondateurs de l'Association psychanalytique de France.
En 1967, il publie avec J.-B. Pontalis, sous la direction de Daniel Lagache, le Vocabulaire de la psychanalyse, ouvrage de référence, dont la diffusion est internationale (« traduit en plus de quinze langues », relève Dominique Scarfone en 1997).

#### Enseignement, recherche, traduction
Il est professeur titulaire à l'université Paris VII de 1970 à 1993, où il introduit un enseignement de la psychanalyse au niveau de la recherche (DEA et doctorat de psychanalyse créés en 1976 et 1980).
Laplanche dirige aux Puf, la « Bibliothèque de psychanalyse » (1973), la collection « Voix nouvelles en psychanalyse » (1979) qui rassemble des premiers travaux de chercheurs d'origine universitaire, et la revue Psychanalyse à l'université (1975-1994).

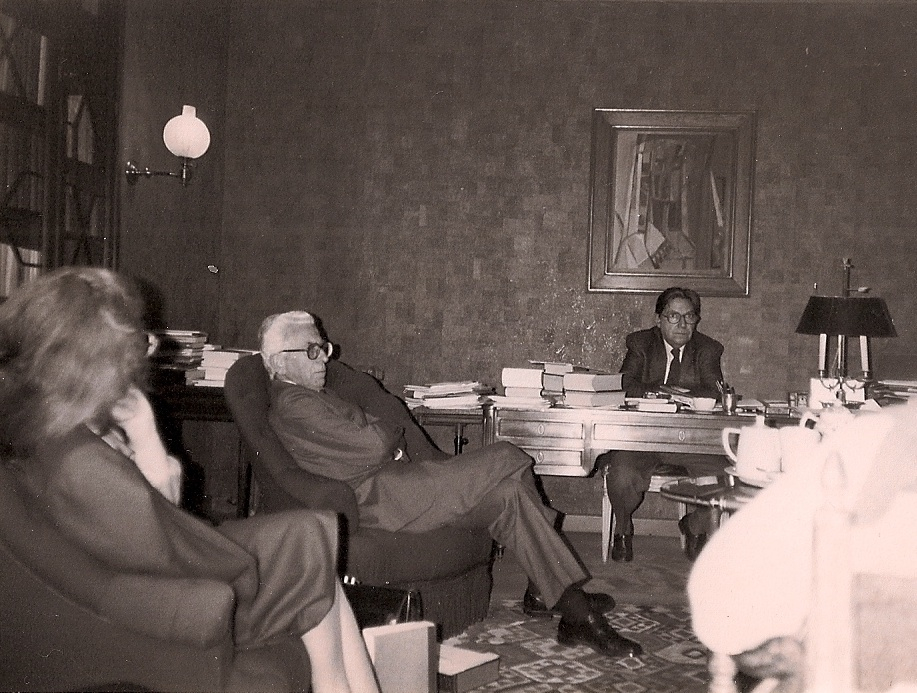
Équipe éditoriale des OCF.P, chez Jean Laplanche.

À partir de 1983, il réunit une équipe de traduction, dont il est le directeur scientifique, composée d'André Bourguignon, Pierre Cotet, François Robert, Alain Rauzy et Janine Altounian, dans la perspective de publier dans cette même maison d'édition, les Œuvres complètes de Freud / Psychanalyse (OCF.P). Le premier volume, numéroté XIII paraît en 1989. Après la parution en 2014 du volume VII 1905 Le trait d'esprit et sa relation à l'inconscient, restaient à paraître : le volume I. 1886-1893 Premiers textes et le volume XXI Glossaire et index. Également paru en 1989, l'ouvrage collectif de Jean Laplanche, André Bourguignon et Pierre Cotet, intitulé Traduire Freud explicite les orientations scientifiques et techniques de l'équipe de traduction. Dans la même optique, Janine Altounian a publié en 2003 L'écriture de Freud. Le vingtième et dernier volume de textes, numéroté I, paraîtra en octobre 2015, la publication d'un volume d'index (XXI) étant prévue à une date ultérieure. La cérémonie d'achèvement de la traduction des OCF.P a eu lieu à Paris le 4 novembre 2015.
Jean Laplanche, professeur émérite de l'université Université Paris-Diderot, est également docteur honoris causa des universités de Lausanne, Buenos-Aires et Athènes. Il est chevalier des Arts et des Lettres (1990), ainsi que lauréat du Mary S. Sigourney Award (1995).

#### Colloques internationaux
Après plusieurs colloques internationaux « Jean Laplanche » des années 1990, ont lieu en groupe plus restreint les « Journées Jean Laplanche » des années 2000. On peut y entendre résonner « l'exigence » de la pensée de Jean Laplanche, par exemple lors d'un entretien à Lanzarote en 2006, où Laplanche réclame plus de « scientificité » face à une « mollesse de la pensée psychanalytique en général », « mollesse » qui donne trop facilement prise à la « critique » de la psychanalyse et des psychanalystes par les milieux intellectuels et scientifiques:

« c’est certainement pour moi une préoccupation ancienne, mais qui ne fait qu’augmenter devant la "mollesse" de la pensée psychanalytique en général, sa mollesse et sa divagation. C’est-à-dire qu’on dit à peu près n’importe quoi, dans n’importe quelle langue, et on se soucie peu d’être compris. Nous sommes très critiqués par les milieux intellectuels en général, et les milieux scientifiques en particulier, qui pensent qui n’y a pas de dialogue possible avec les psychanalystes. Or, je pense qu’il faut rétablir cette possibilité et que celle-ci n’est possible que sur la base de ce que j’appelle la scientificité : un accord minimum sur ce qui est rationnel et ce qui ne l’est pas, ce qui est admissible et ce qui ne l’est pas, ce qui est réfutable et ce qui ne l’est pas. »

— Jean Laplanche, Entretien avec Alberto Luchetti, Lanzarote, 2006

#### Pommard, 2010-2012
Le 12 avril 2010, son épouse, Nadine Laplanche, meurt à 85 ans. À partir de cette date, Jean Laplanche se retire à Pommard pour travailler et diriger l'achèvement de la traduction des Œuvres complètes de Freud, qu'il continue de superviser avec son équipe. Il réside dans le château datant de 1802, près d'un autre qu'il a vendu, il y a six ans, « renonçant du même coup à la viticulture ».
Jean Laplanche meurt à l’hôpital de Beaune, des suites d’une fibrose pulmonaire, le 6 mai 2012,,. Il meurt le jour anniversaire de la naissance de Freud ».
Lors des obsèques en l'église de Pommard le samedi 12 mai 2012, après que Hubert de Montille, « sous sa casquette de viticulteur », eut brossé le portrait du « vigneron hors pair » que fut Jean Laplanche, J.-B. Pontalis, son ami de jeunesse et coauteur du Vocabulaire de la psychanalyse, rend hommage au disparu.

#### La fondation Jean Laplanche

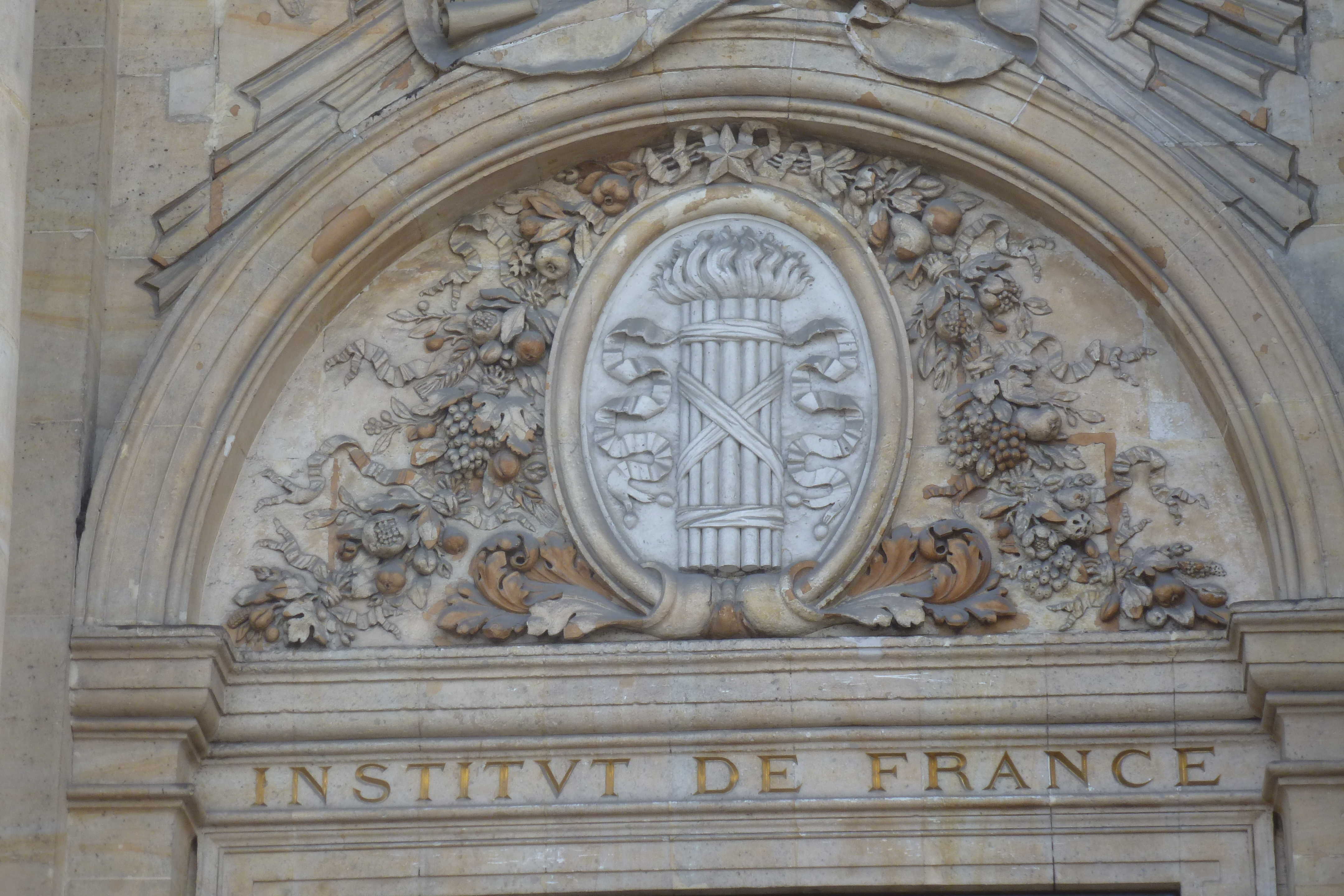
Frontispice de l'Institut de France.

En Juillet 2008, à la suite d'une convention entre Jean Laplanche et Nadine Laplanche, d’une part, et l’Institut de France représenté par son chancelier, Gabriel de Broglie, la « Fondation Jean-Laplanche-Nouveaux fondements pour la psychanalyse » est abritée par l’Institut de France. Son fonctionnement repose sur une donation faite par Jean et Nadine Laplanche, afin de poursuivre le débat ouvert en psychanalyse par les travaux de Jean Laplanche sur l'œuvre de Freud et la théorie de la séduction généralisée. Le président de son Conseil scientifique est Christophe Dejours. Elle permet d'assurer entre autres la traduction des œuvres de Jean Laplanche et organise, outre certains colloques, les Journées internationales Jean Laplanche :
- juillet 2010, Journées internationales Jean Laplanche de Gilly (Bourgogne): « Travail de rêve travail du rêve ». C'est « le premier événement scientifique organisé sous l'égide de la Fondation »[22] ;
- mars 2011, Colloque « organisé, en Autriche, à Vienne sous la direction de Friedl Früh »: « Freud und Laplanche »[22] ;
- juillet 2014, Colloque de Cerisy: « La séduction à l'origine. L'œuvre de Jean Laplanche », organisé avec le concours de la Fondation Jean Laplanche — Institut de France et l'Association Psychanalytique de France ;
- juin 2016, Journées internationales Jean Laplanche à Tutzing (Allemagne): « Laplanche et la traduction: Le mytho-symbolique aide ou obstacle à la traduction? »[23] ;
- 6-9 juillet 2018, Journées internationales Jean Laplanche à l'abbaye de Saint-Jacut-de-la-Mer (Côtes-d'Armor, France) : « Narcissisme et sexual dans la théorie de la séduction généralisée »[24].

## Sur la théorie de la séduction généralisée dans l'histoire de la psychanalyse
Jean Laplanche poursuit une lecture critique de l'œuvre de Freud, à laquelle ses propres théories donnent « une plus grande ampleur ». Ainsi la théorie de la séduction généralisée est-elle une reformulation de la théorie de la séduction. Il poursuit de même un dialogue, implicite celui-ci, avec Jacques Lacan, dont il reprend le terme de signifiant, avec le concept de « signifiant énigmatique » qu'il reformulera plus tard en « message compromis », c'est-à-dire « infiltré par l'inconscient sexuel des parents ». L'asymétrie du dispositif analytique reproduit « l'asymétrie de la situation anthropologique fondamentale » dans la relation enfant-parent.
Au cours d'une journée scientifique d'avril 2004 sur l'œuvre de Jean Laplanche, Patrick Guyomard mettait le doigt sur « un dialogue permanent » avec Lacan qui subsistait selon lui dans la pensée de Laplanche, en dépit de la critique opérée par celui-ci de la fameuse formule lacanienne « L'inconscient est le discours de l'Autre » ; Guyomard interrogeait : « Faut-il s'en étonner pour une pensée qui n'a pu se déployer, traduire et commenter l'œuvre de Freud sans croiser la lecture lacanienne, emblématiquement nommée “retour à Freud”? ».

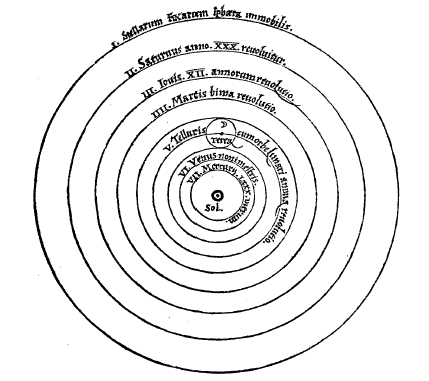
De revolutionibus de Copernic, la première blessure narcissique de l'humanité selon Freud.

Toutefois, la référence à Ferenczi, « régulièrement convoqué par Laplanche comme témoin et précurseur de la révolution copernicienne inachevée », n'était pas de mise chez Lacan qui, en 1958, « tourna le dos », « furieux », à Wladimir Granoff lors de l'exposé de ce dernier sur « la confusion des langues » remise au rang d' « enfantillages » (pour Lacan, « le retour à Freud n'est pas un retour à des enfantillages »). Laplanche, dans sa réponse à Guyomard, tout en marquant sa différence entre le grand Autre de Lacan et l'autre de la théorie de la séduction généralisée de Laplanche, insista dans le débat sur l'ignorance volontaire par Lacan de la 1re théorie de la séduction de Freud : « si Lacan a ignoré avec mépris le texte de Ferenczi, il a aussi ignoré la théorie de la séduction de Freud de A à Z. ».

## Distinctions
- Chevalier de l'ordre des Arts et des Lettres

## Œuvres
- Hölderlin et la question du père, Paris, PUF, 1961; 2e éd.: 1969; rééd. poche, Paris, PUF, 1984, coll. "Quadrige",  (ISBN 2-13-038314-9)).
- avec Serge Leclaire. L’inconscient une étude psychanalytique (colloque de Bonneval, automne 1960), in J. Laplanche, Problématiques IV. L’inconscient et le ça. Paris, PUF, 1981, p. 261-321.
- et Jean-Bertrand Pontalis, Fantasmes des origines. Origines du fantasme [1964], Paris, Hachette, 1985, coll. "Textes du XXe siècle"); rééd poche, Paris, Hachette, 2002, coll. " Pluriel".
- et Jean-Bertrand Pontalis, Vocabulaire de la psychanalyse, Paris, PUF, 1967; rééd. poche, Paris, PUF, 1997, coll. "Quadrige",  (ISBN 2-13-056050-4).
- Vie et mort en psychanalyse, Paris, Flammarion, 1970; 2e éd. 1971, suivie de Dérivation des entités psychanalytiques, 1977, rééd. poche, Paris, PUF, 2008, coll. "Quadrige",  (ISBN 2-13-056673-1).
- Problématiques I : L'angoisse, Paris, PUF, 1980; 2e éd. 1981,  (ISBN 2-13-036989-8). Rééd. poche, Paris, PUF, 1998, coll. "Quadrige".
- Problématiques II: Castration, symbolisations, Paris, PUF, 1980; 2e éd. 1983  (ISBN 2-13-036990-1) Rééd. poche, Paris, PUF, 1998, coll. "Quadrige".
- Problématiques III : La Sublimation, Paris, PUF, 1980; 2e éd. 1983  (ISBN 2-13-036991-X). Rééd. poche, Paris, PUF, 1998, coll. "Quadrige".
- Problématiques IV : L'Inconscient et le ça, Paris, PUF, 1981,  (ISBN 2-13-036714-3). Rééd. poche, Paris, PUF, 1998, coll. "Quadrige".
- Problématiques V : Le Baquet. Transcendance du transfert, Paris, PUF, 1987,  (ISBN 2-13-040026-4) Rééd. poche, Paris, PUF, 1998, coll. "Quadrige".
- Nouveaux fondements pour la psychanalyse, Paris, PUF, 1987,  (ISBN 2-13-040279-8); 2e éd. avec un Index général des "Problématiques", 1990,  (ISBN 2-13-046044-5). Rééd poche, Paris, PUF, 2008, coll. "Quadrige".
- Traduire Freud, (en coll. avec A. Bourguignon, P. Cotet F. Robert). Paris, PUF, 1989,  (ISBN 2-13-042342-6).
- La Révolution copernicienne inachevée, (Travaux 1967-1992), Paris, Aubier 1992,  (ISBN 2-7007-2166-7). Réédition, Le Primat de l'autre en psychanalyse, Paris, Flammarion, 1997,  (ISBN 2-08-081390-0); rééd. poche sous le titre La Révolution copernicienne inachevée, Paris, PUF, 2008, coll. "Quadrige".
- Le fourvoiement biologisant de la sexualité chez Freud, Paris, Les Empêcheurs de penser en rond, 1993, rééd. augmentée sous le titre : La Sexualité humaine, biologisme et biologie, Paris, Synthélabo, 1999, coll. "Déjà classique!"; Problématiques VII : Le Fourvoiement biologisant de la sexualité chez Freud suivi de Biologisme et biologie, Paris, PUF, 2006,  (ISBN 2-13-055518-7).
- Entre séduction et inspiration : l'homme, Paris, PUF, 1999,  (ISBN 2-13-049994-5).
- Problématiques VI : L'après-coup - La "Nachträglichkeit" dans l'après-coup (1990-1991), Paris, PUF, 2006,  (ISBN 213055519 5).
- Sexual. La sexualité élargie au sens freudien. 2000-2006, Paris, PUF, 2007,  (ISBN 978-2-13-055376-2).

### Entretiens
- Se faufiler entre les astres..., Entretiens 1980-1994, Paris, PUF, 2024,  (ISBN 2130873863), Présentation sur le site de l'éditeur [lire en ligne]